# Pseudotruljalia
Pseudotruljalia is een geslacht van rechtvleugeligen uit de familie krekels (Gryllidae). De wetenschappelijke naam van dit geslacht is voor het eerst geldig gepubliceerd in 2005 door Gorochov.

## Soorten
Het geslacht Pseudotruljalia omvat de volgende soorten:
- Pseudotruljalia nigronotatus Chopard, 1934
- Pseudotruljalia speciosa Gorochov, 2005